# Strijkkwartet nr. 5 (B. Tsjajkovski)
Boris Tsjajkovski voltooide zijn Strijkkwartet nr. 5 in 1974.
Dit eendelig strijkkwartet wordt beschouwd als het middendeel van het drieluik strijkkwartet nr. 4, nummer 5 en strijkkwartet nr. 6. Het is ten opzichte van nummer 4 melodieus, doch het lijkt erop dat de zanglijn maar niet op gang wil komen. Zonder een strikte driedeling te hebben zijn wel drie secties hoorbaar. De laatste sectie kent een soort basso continuo, die veel weg heeft van de minimal music van Philip Glass, maar niet zo standvastig is.
De eerste uitvoering vond plaats op 28 november 1975 door het Prokofjev Quartet. Plaats van handeling was Moskou; het Componistenhuis aldaar.

## Discografie
Er was tot 2009 een opname beschikbaar en wel één door het Prokofjev Quartet uit het elpeetijdperk (voor 1983). In 2009 volgde een uitgave met alle zes strijkkwartetten door Ilja Zoff, Elena Raskova (viool), Lydia Kovalenko (altviool) en Alexey Massarsky (cello). Het platenlabel Northern Flowers nam de strijkkwartetten in 2008 in samenwerking met de Boris Tsjajkovski Society op. Inmiddels sponsorde de Russische Kunst Stichting dergelijke opnamen ook.

## Bron
- de compact disc
- Boris Tsjajkovski Foundation